# Camping World Stadium
O Camping World Stadium (antigamente conhecido como Orlando Stadium, Tangerine Bowl, Florida Citrus Bowl e Orlando Citrus Bowl) é um estádio localizado em Orlando, Florida. Construído para o futebol americano, tem capacidade para 65.438 torcedores. O estádio foi inaugurado em 1936 com 10.000 lugares. Sempre foi casa dos times de futebol americano universitários locais.
Recebeu vários shows, como: The Who, Pink Floyd, Rolling Stones, Guns N' Roses e Paul McCartney.
Recebeu alguns jogos da Copa do Mundo de 1994 e algumas partidas do torneio de futebol dos Jogos Olímpicos de Verão de 1996. Em 2008 recebeu o Wrestlemania 24, evento de luta livre da WWE. Nesse evento aconteceu o recorde de público do estádio: 74,348, pois num show de luta-livre, a área do campo pode ser usada pelo público. Em 2017, o Camping World Stadium recebeu a Wrestlemania 33.
Será uma das sedes do Mundial de Clubes FIFA de 2025.

## Jogos da Copa do Mundo de 1994
| 19 de junho de 1994 | Bélgica     | 1 – 0 | Marrocos | Citrus Bowl, Orlando                            |
| 19:30 (UTC−4)       | Degryse 11' |       |          | Público: 61 219 Árbitro: COL José Torres Cadena |

| 24 de junho de 1994 | México          | 2 – 1 | Irlanda      | Citrus Bowl, Orlando                            |
| 12:35 (UTC−4)       | García 42', 65' |       | Aldridge 84' | Público: 60 790 Árbitro: SWI Kurt Röthlisberger |

| 25 de junho de 1994 | Bélgica    | 1 – 0 | Países Baixos | Citrus Bowl, Orlando                          |
| 12:35 (UTC−4)       | Albert 65' |       |               | Público: 62 387 Árbitro: BRA Renato Marsiglia |

| 29 de junho de 1994 | Marrocos  | 1 – 2 | Países Baixos          | Citrus Bowl, Orlando                                |
| 12:35 (UTC−4)       | Nader 47' |       | Bergkamp 43' · Roy 77' | Público: 60 578 Árbitro: PER Alberto Tejada Noriega |

| 4 de julho de 1994 | Países Baixos           | 2 – 0 | Irlanda | Citrus Bowl, Orlando                         |
| 12:05 (UTC−4)      | Bergkamp 11' · Jonk 41' |       |         | Público: 61 355 Árbitro: DNK Peter Mikkelsen |

## Copa América Centenário
No Citrus Bowl se jogaram as seguintes partidas da primeira fase:
| 4 de junho de 2016 | Costa Rica | 0 – 0 | Paraguai | Citrus Bowl, Orlando                    |
| 17:00 (hora local) |            |       |          | Público: 14 334 Árbitro: Roberto García |

| 6 de junho de 2016 | Panamá | 2 – 1 | Bolívia | Citrus Bowl, Orlando                     |
| 19:00 (hora local) |        |       |         | Público: 13 466 Árbitro: Ricardo Montero |

| 8 de junho de 2016 | Brasil | 7 – 1 | Haiti | Citrus Bowl, Orlando                 |
| 19:30 (hora local) |        |       |       | Público: 28 241 Árbitro: Mark Geiger |